# 荒川堯一
荒川 堯一（あらかわ ぎょういち、1947年（昭和22年）11月6日 - ）は、日本の海上自衛官。第37代横須賀地方総監。神奈川県出身。

## 経歴
神奈川県立横須賀高等学校を経て、防衛大学校本科第16期卒業。
第4航空群司令、第1航空群司令、自衛艦隊司令部幕僚長、教育航空集団司令官、海上幕僚副長などを歴任し、第37代横須賀地方総監に就任。荒川の海上幕僚副長在任時に海上幕僚長となった齋藤隆は高校の同窓であった。
退官後は三笠保存会理事長、横須賀市観光協会会長に就任。

## 年譜
- 1972年（昭和47年）3月：防衛大学校（第16期）卒業、海上自衛隊入隊
- 1987年（昭和62年）1月：2等海佐
- 1989年（平成元年）8月：海上幕僚監部副官
- 1991年（平成03年）1月：1等海佐
- 1992年（平成04年）12月：自衛艦隊司令部幕僚
- 1994年（平成06年）4月1日：海上幕僚監部監理部総務課総務班長
- 1995年（平成07年）6月30日：第1航空群司令部付
- 1996年（平成08年）3月25日：第1航空群司令部首席幕僚
- 1997年（平成09年）7月1日：海将補に昇任、航空集団司令部幕僚長
- 1999年（平成11年）3月29日：第4航空群司令
- 2001年（平成13年）3月27日：第1航空群司令
- 2002年（平成14年）3月22日：自衛艦隊司令部幕僚長
- 2003年（平成15年）3月27日：海将に昇任、第31代 教育航空集団司令官に就任
- 2004年（平成16年）8月30日：第31代 海上幕僚副長に就任
- 2006年（平成18年）8月4日：第37代 横須賀地方総監に就任
- 2007年（平成19年）11月2日：退官
- 2018年（平成30年）4月29日：瑞宝中綬章受章

## 栄典
- 瑞宝中綬章 - 2018年（平成30年）4月29日